# Aleksandr Pierow
Aleksandr Nikołajewicz Pierow (ros. Александр Николаевич Перов, ur. 2 czerwca 1955 w Królewcu) – radziecki kolarz torowy, wicemistrz olimpijski oraz wicemistrz świata.

## Kariera
Pierwszy sukces w karierze Aleksandr Pierow osiągnął w 1975 roku, kiedy wspólnie z Władimirem Osokinem, Witalijem Pietrakowem i Wiktorem Sokołowem zdobył srebrny medal w drużynowym wyścigu na dochodzenie podczas mistrzostw świata w Liège. W tym samym składzie reprezentanci ZSRR zajęli również drugie miejsce na rozgrywanych w 1976 roku igrzyskach olimpijskich w Montrealu, ulegając tylko reprezentantom RFN. Drużyna radziecka z Pierowem w składzie zajęła również czwarte miejsce na mistrzostwach świata w San Cristóbal, przegrywając walkę o brąz ze Szwajcarami. Na arenie krajowej zdobył złoty medal indywidualnie w 1975 roku oraz drużynowo rok później.